# Once Upon a Time (TV-serie)
Once Upon a Time är en fantasyserie som hade premiär den 23 oktober 2011 på ABC. Serien är skapad av Adam Horowitz och Edward Kitsis. Det finns totalt 7 säsonger av serien.

## Handling
28-åriga Emma Swan får på sin födelsedag besök av Henry, sonen hon adopterade bort för tio år sedan. Henry tar med henne till sin hemstad Storybrooke som han hävdar att det vilar en förbannelse över. Tiden står stilla i Storybrooke, och alla stadens invånare är egentligen sagofigurer som glömt sina tidigare liv. Den enda som kan bryta förbannelsen är Emma, som är dotter till Snövit och hennes prins.
Henrys adoptivmor Regina Mills är stadens borgmästare, men enligt Henry är hon egentligen är den onda drottningen som försökte döda Snövit. Hans lärare Mary Margaret Blanchard är Snövit, och hennes prins är en man som ligger i koma på stadens sjukhus.
Stadens rikaste man Mr. Gold är i sagans värld Rumpelstiltskin och han har en stor och viktig roll i serien.
Emma beslutar sig att stanna ett tag i Storybrooke för att försöka förstå vad allt handlar om, vilket får stadens stillastående klocka att börja fungera igen.

## Medverkande
- Ginnifer Goodwin som Snövit/Mary Margaret Blanchard
- Jennifer Morrison som Emma Swan/The Dark Swan
- Lana Parrilla som Den onda drottningen/Regina Mills
- Colin O'Donoghue som kapten Killian Jones/Kapten Krok
- Josh Dallas som "Prince Charming"/David Nolan och Prince James
- Jared S. Gilmore som Henry Mills
- Raphael Sbarge som Benjamin Syrsa/Archibald 'Archie' Hopper
- Jamie Dornan som "The huntsman"/Sheriff Graham Humbert
- Robert Carlyle som Rumpelstiltskin/Mr. Gold
- Michael Raymond-James som Neal Cassidy/Baelfire
- Eion Bailey som Pinocchio/August W. Booth
- Meghan Ory som Rödluvan/Vargen/Ruby
- Giancarlo Esposito som Magiska Spegeln/Sidney Glass
- Lee Arenberg som Butter/Leroy
- Beverley Elliott som Mormor/Widow Lucas
- Anastasia Griffith som Abigail/Kathryn Nolan*
- Alan Dale som Kung George/Albert Spencer
- Kristin Bauer van Straten som Maleficent
- David Anders som Dr. Victor Frankenstein/Dr. Whale
- Jessy Schram som Askungen/Ashley Boyd
- Tony Amendola som Geppetto/Marco
- Emilie de Ravin som Belle/Lacey
- Quinn Lord och Karley Scott Collins som Hans och Greta/Nicholas and Ava Zimmer
- Greyston Holt som Frederick/Lärare
- Sebastian Stan som Hattmakaren/Jefferson
- Georgina Haig som Elsa
- Elizabeth Lail som Anna
- Scott Michael Foster som Kristoffer
- Tyler Jacob Moore som Hans
- John-Rhys Davies som Pappsen
- Elizabeth Mitchell som Snödrottningen
- Barbara Hershey som Cora
- Rebecca Mader som Zelena
- Sean Maguire som Robin Hood
- Christie Laing som Marion
- Abby Ross som unga Emma
- Nicole Munoz som unga Lily
- Elliot Knight som Merlin/The Sorcerer
- Liam Garrigan som Kung Arthur
- Joana Metrass som Guinevere
- Andrew Jenkins som Percival
- Amy Manson som Merida
- Greg Germann som Hades
- Jamie Chung som Mulan
- Rose McIver som Tingeling
- Keegan Connor Tracy som The Blue Fairy
- Amy adams som Arjel